# Paulinho Bóia
Paulinho Bóia, pseudonimo di Paulo Henrique Pereira da Silva (Brasilia, 26 giugno 1998), è un calciatore brasiliano, attaccante del Nacional.

## Caratteristiche tecniche
È un'ala destra.

## Carriera
Cresciuto nel settore giovanile del San Paolo, ha esordito in prima squadra il 25 gennaio 2018 disputando l'incontro del Campionato Paulista vinto 2-0 contro il Mirassol.
Il 31 agosto dello stesso anno è stato ceduto in prestito annuale al Portimonense.

## Statistiche
Statistiche aggiornate al 18 luglio 2021.

### Presenze e reti nei club
| Stagione        | Squadra         | Campionato      | Campionato | Campionato | Coppe nazionali | Coppe nazionali | Coppe nazionali | Coppe continentali | Coppe continentali | Coppe continentali | Altre coppe | Altre coppe | Altre coppe | Totale | Totale | Totale |
| Stagione        | Squadra         | Comp            | Pres       | Reti       | Comp            | Pres            | Reti            | Comp               | Pres               | Reti               | Comp        | Pres        | Reti        | Pres   | Reti   |        |
| --------------- | --------------- | --------------- | ---------- | ---------- | --------------- | --------------- | --------------- | ------------------ | ------------------ | ------------------ | ----------- | ----------- | ----------- | ------ | ------ | ------ |
| 2018            | San Paolo       | A1/SP+A         | 3+2        | 0          | CB              | 2               | 0               |                    | -                  | -                  |             | -           | -           | 7      | 0      |        |
| 2018-2019       | Portimonense    | PL              | 5          | 0          | CP+CdL          | 0               | 0               |                    | -                  | -                  |             | -           | -           | 5      | 0      |        |
| 2019            | São Bento       | A1/SP+B         | 0+25       | 3          |                 | -               | -               |                    | -                  | -                  |             | -           | -           | 25     | 3      |        |
| 2020            | San Paolo       | A1/SP+A         | 3+13       | 1+0        | CB              | 2               | 0               | CL                 | 4                  | 0                  |             | -           | -           | 22     | 1      |        |
| 2021            | San Paolo       | A1/SP+A         | 0          | 0          | CB              | 0               | 0               | CL                 | 2                  | 0                  |             | -           | -           | 2      | 0      |        |
| 2021            | Juventude       | A1/SP+A         | 0+7        | 0+1        | CB              | 0               | 0               |                    | -                  | -                  |             | -           | -           | 7      | 1      |        |
| Totale carriera | Totale carriera | Totale carriera | 58         | 5          |                 | 4               | 0               |                    | 6                  | 0                  |             | -           | -           | 68     | 5      |        |